# Millville (Delaware)
Millville és una població dels Estats Units a l'estat de Delaware. Segons el cens del 2000 tenia 259 habitants.

## Demografia
Segons el cens del 2000, Millville tenia 259 habitants, 111 habitatges, i 71 famílies. La densitat de població era de 208,3 habitants/km².
Dels 111 habitatges en un 23,4% hi vivien nens de menys de 18 anys, en un 58,6% hi vivien parelles casades, en un 4,5% dones solteres, i en un 36% no eren unitats familiars. En el 31,5% dels habitatges hi vivien persones soles el 15,3% de les quals corresponia a persones de 65 anys o més que vivien soles. El nombre mitjà de persones vivint en cada habitatge era de 2,33 i el nombre mitjà de persones que vivien en cada família era de 2,96.
Per edats la població es repartia de la següent manera: un 18,5% tenia menys de 18 anys, un 7,3% entre 18 i 24, un 30,1% entre 25 i 44, un 25,1% de 45 a 60 i un 18,9% 65 anys o més.
L'edat mediana era de 42 anys. Per cada 100 dones de 18 o més anys hi havia 101 homes.
La renda mediana per habitatge era de 36.932 $ i la renda mediana per família de 45.417 $. Els homes tenien una renda mediana de 29.821 $ mentre que les dones 22.000 $. La renda per capita de la població era de 21.250 $. Cap de les famílies i l'1,6% de la població estaven per davall del llindar de pobresa.

## Poblacions més properes
El següent diagrama mostra les poblacions més properes.